# العلاقات الأوزبكستانية الإكوادورية
العلاقات الأوزبكستانية الإكوادورية هي العلاقات الثنائية التي تجمع بين أوزبكستان والإكوادور.

## مقارنة بين البلدين
هذه مقارنة عامة ومرجعية للدولتين:
| وجه المقارنة                                              | أوزبكستان       | الإكوادور                      |
| --------------------------------------------------------- | --------------- | ------------------------------ |
| المساحة (كم2)                                             | 448.98 ألف      | 283.56 ألف                     |
| عدد السكان (نسمة)                                         | 32.39 مليون     | 16.62 مليون                    |
| الكثافة السكانية (ن./كم²)                                 | 72.14           | 58.61                          |
| العاصمة                                                   | طشقند           | كيتو                           |
| اللغة الرسمية                                             | اللغة الأوزبكية | اللغة الإسبانية، كيشوا ‏، شوار ‏ |
| العملة                                                    | سوم أوزبكستاني  | دولار أمريكي، سوكري إكوادوري   |
| الناتج المحلي الإجمالي (بليون دولار)                      | 48.72 مليار     | 103.06 مليار                   |
| الناتج المحلي الإجمالي (تعادل القوة الشرائية) بليون دولار | 190.50 مليار    | 185.24 مليار                   |
| الناتج المحلي الإجمالي الاسمي للفرد دولار أمريكي          | 2.13 ألف        | 6.21 ألف                       |
| الناتج المحلي الإجمالي للفرد دولار أمريكي                 | 5.57 ألف        | 11.37 ألف                      |
| مؤشر التنمية البشرية                                      | 0.675           | 0.746                          |
| رمز المكالمات الدولي                                      | +998            | +593                           |
| رمز الإنترنت                                              | .uz             | .ec                            |
| المنطقة الزمنية                                           | ت ع م+05:00     | 00                             |

## منظمات دولية مشتركة
يشترك البلدان في عضوية مجموعة من المنظمات الدولية، منها:
| علم المنظمة | اسم المنظمة                        | تاريخ انضمام أوزبكستان | تاريخ انضمام الإكوادور |
| ----------- | ---------------------------------- | ---------------------- | ---------------------- |
|             | مؤسسة التنمية الدولية              | 24 سبتمبر 1992         | 7 نوفمبر 1961          |
|             | يونسكو                             | 26 أكتوبر 1993         | 22 يناير 1947          |
|             | وكالة ضمان الاستثمار متعدد الأطراف | 4 نوفمبر 1993          | 12 أبريل 1988          |
|             | الأمم المتحدة                      | 2 مارس 1992            | 21 ديسمبر 1945         |
|             | الفريق المعني برصد الأرض           | ?                      | ?                      |
|             | الاتحاد البريدي العالمي            | ?                      | ?                      |
|             | البنك الدولي للإنشاء والتعمير      | 21 سبتمبر 1992         | 28 ديسمبر 1945         |
|             | الاتحاد الدولي للاتصالات           | 10 يوليو 1992          | 17 أبريل 1920          |
|             | منظمة حظر الأسلحة الكيميائية       | ?                      | ?                      |
|             | مؤسسة التمويل الدولية              | 30 سبتمبر 1993         | 20 يوليو 1956          |
|             | منظمة الشرطة الجنائية الدولية      | ?                      | ?                      |

## وصلات خارجية
- موقع وزارة الخارجية الأوزبكستانية
- موقع وزارة الخارجية الإكوادورية